# Honoré Bonet
Honoré Bonet (1340 k. – 1410 k.) Salon priorja, okcitán heraldikus.

## Élete

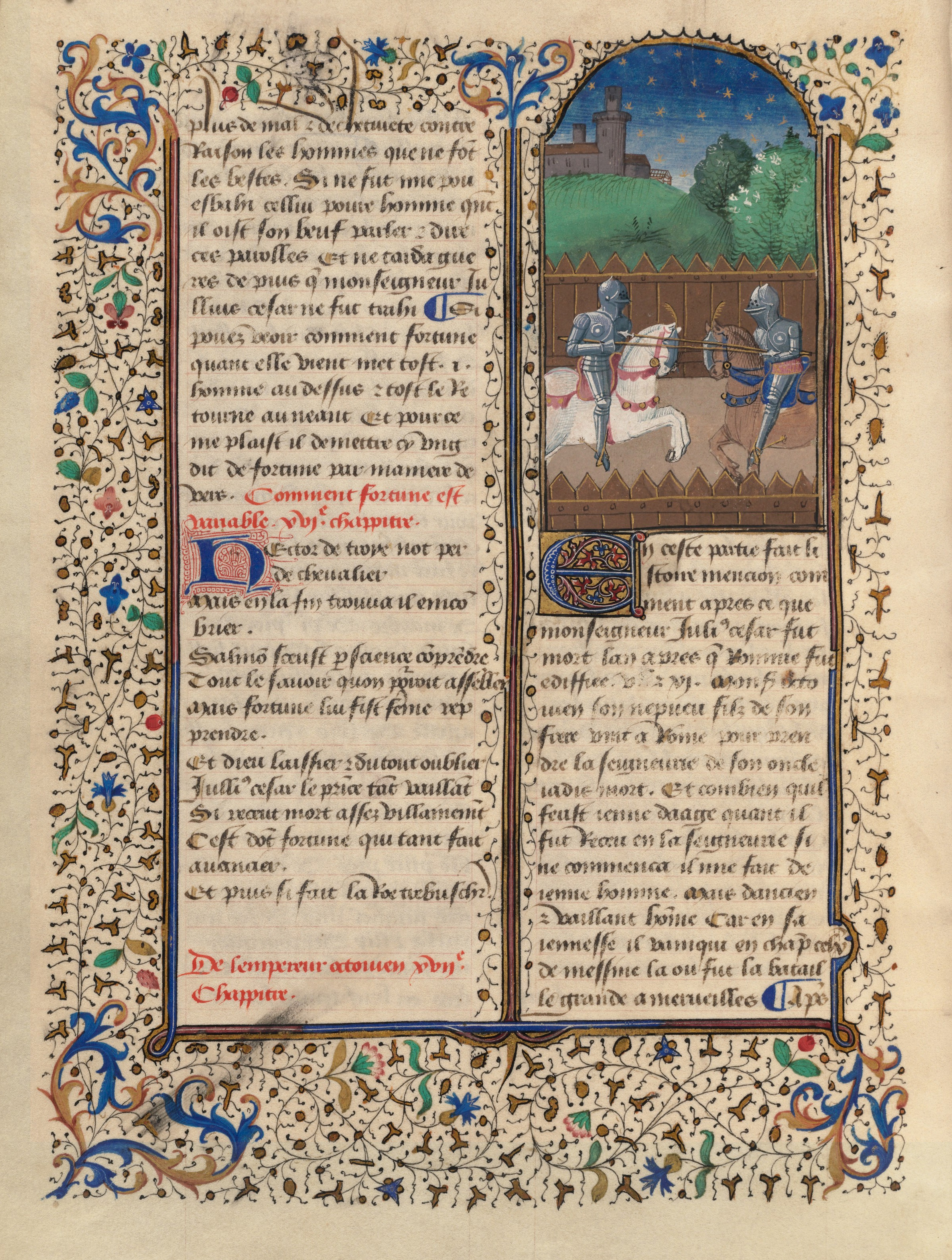
L'Arbre des batailles, ca. 1400-1450

Az avignoni egyetemen szerzett jogi doktorátust, majd Franciaországban és Aragóniában utazott. Az 1382 és 1387 közt írt L’arbre des batailles (1387) című műve Bartolo de Sassoferrato hatását mutatja. Művét V. Károly francia király támogatásának elnyerésére írta, de ezzel csak mérsékelt sikereket ért el, viszont a hadvezérek egyik kézikönyve lett és megtalálható volt egész Európa királyainak és úriembereinek a könyvtáraiban.
Művét behatóan tanulmányozták a 15. századi burgundiai heroldok és V. Alfonz szicíliai király heroldja, Jean Courtois (†1436), hivatali nevén Szicília herold is. A mű a Brit-szigetekre már a 15. század közepén eljutott. 1456-ban Orkney és Caithness grófjának megbízásából Gilbert de la Haye, Skócia kancellárja fordította le a Rosslyn kastélyban, mely a skót irodalmi próza egyik korai példájaként vált nevezetessé.
A mű egyfajta skolasztikus dialógus. Minden fejezet elején igen/nem kérdéseket tesz fel, a felek a fejezeten belül vitatják meg a kérdést, majd a fejezet alján következnek a konklúziói.
Címerjogi vitáját azzal a kérdéssel kezdi, hogy mit nevezünk uralkodói és hivatali címernek. Ezek nem közönséges címerek, mert nem egy személyt és leszármazóit jelölik, hanem egy királyságot, fejedelemséget vagy hivatalt. Ezeket olyan nagy jelentőségűnek tartja, hogy azok, akik jogtalanul használják, csalásért meg kell őket büntetni. Úgy véli, hogy az adományozott címereket csak a megadományozott személy leszármazói örökölhetik. Bonet szerint nincs tiltva a címerek felvétele és az emberek tetszésük szerint megváltoztathatják a címerüket. Tilos viszont egy másik személy címerének a másolása, mert a címerrel megjelölt tulajdon sérelmet okozhat az eredeti címerviselőnek. Majd foglalkozik a nemzetközi címerjoggal is és Bartolo de Sassoferratóhoz hasonlóan úgy véli, hogy amennyiben két eltérő uralom alatt élő embernek azonos a címere, egyikük sem kérheti urát arra, hogy tegyen igazságot. Ha azonban az egyikük a másik címerét tudatosan vette fel azért, hogy kigúnyolja, csalást vagy más bűnt kövessen el, a címer felvevőjét a jog teljes szigorával meg kell büntetni.
Bonet kijelentette, hogy az arany a legnemesebb a világon, mert természete szerint fénylik és ragyog, és tele van erényekkel.
Kiadásai
Első francia kiadása Lyon 1481, majd még számos ezt követő, például Bruxelles 1883.